# 图图拉市镇
图图拉市镇（俄语：Тутурское муниципальное образование）是俄罗斯联邦伊尔库茨克州日加洛沃区所属的一个市镇。其下辖有个居民点，行政中心为图图拉。据2016年统计，该市镇的人口为356人。